# Білоус Олександр Володимирович
Олександр Володимирович Білоус (нар. 15 січня 1968, Київ) — український п'ятиборець, тріатлоніст. Майстер спорту міжнародного класу з тріатлону, ветеран збірної команди СРСР, УРСР та першої збірної України з тріатлону, неодноразовий призер чемпіонатів України, СРСР та Європи.

## Біографія

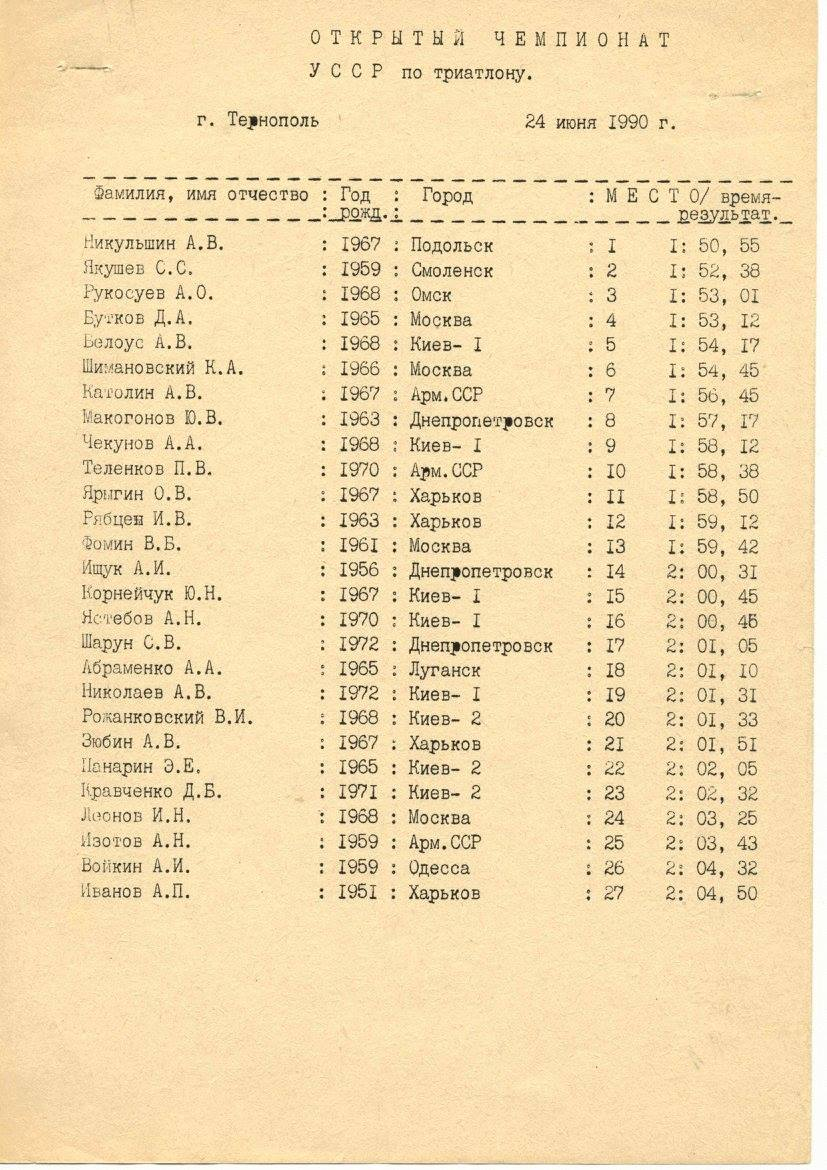
Відкритий чемпіонат УРСР з тріатлону (Тернопіль), 1990 рік

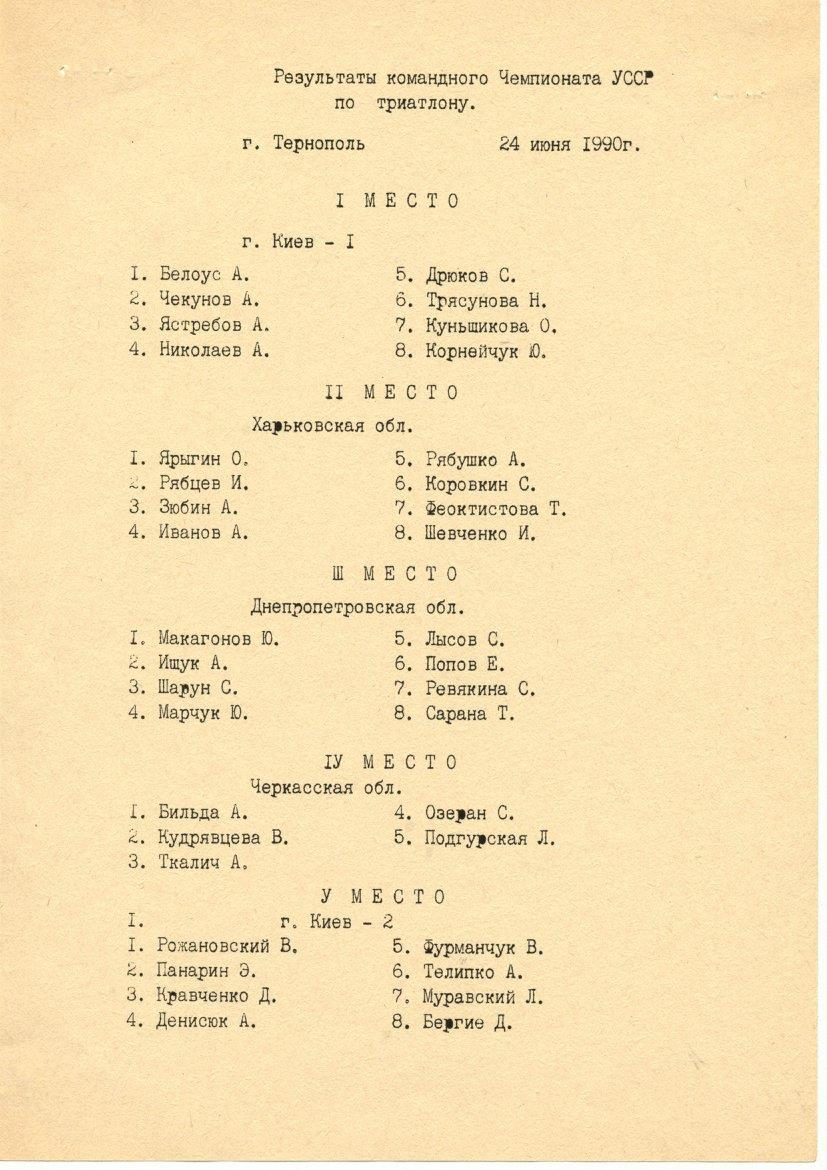
Результати командного виступу чемпіонат УРСР, 1990 рік, Тернопіль

Місце в збірній команді СРСР по тріатлону отримав завдяки виступу на відкритому Чемпіонаті УРСР з тріатлону (місто Тернопіль), зайнявши 5-те місце з загальним результатом 1:54:17 наздогнавши діючих на той час членів збірної команди по тріатлону.
У той же час у командному змаганні на чемпіонаті УРСР по тріатлону, команда КИЇВ -1 за яку виступав Олександр Білоус, впевнено здобула перше місце. 
У Київській міській організації «Динамо» тріатлон як вид спорту був створений з ініціативи начальника навчально-спортивного відділу, колишнього спортсмена-п'ятиборця В. Сторожука, який організував групу тренерів-ентузіастів, які започаткували розвиток цього популярного в даний час виду спорту.
Динамівець О. Білоус — майстер спорту міжнародного класу.

## Міжнародні змагання
- Світова серія з тріатлону 2010[8]

- Чемпіонат Європи з тріатлону 2013[en][9]